# Mekele

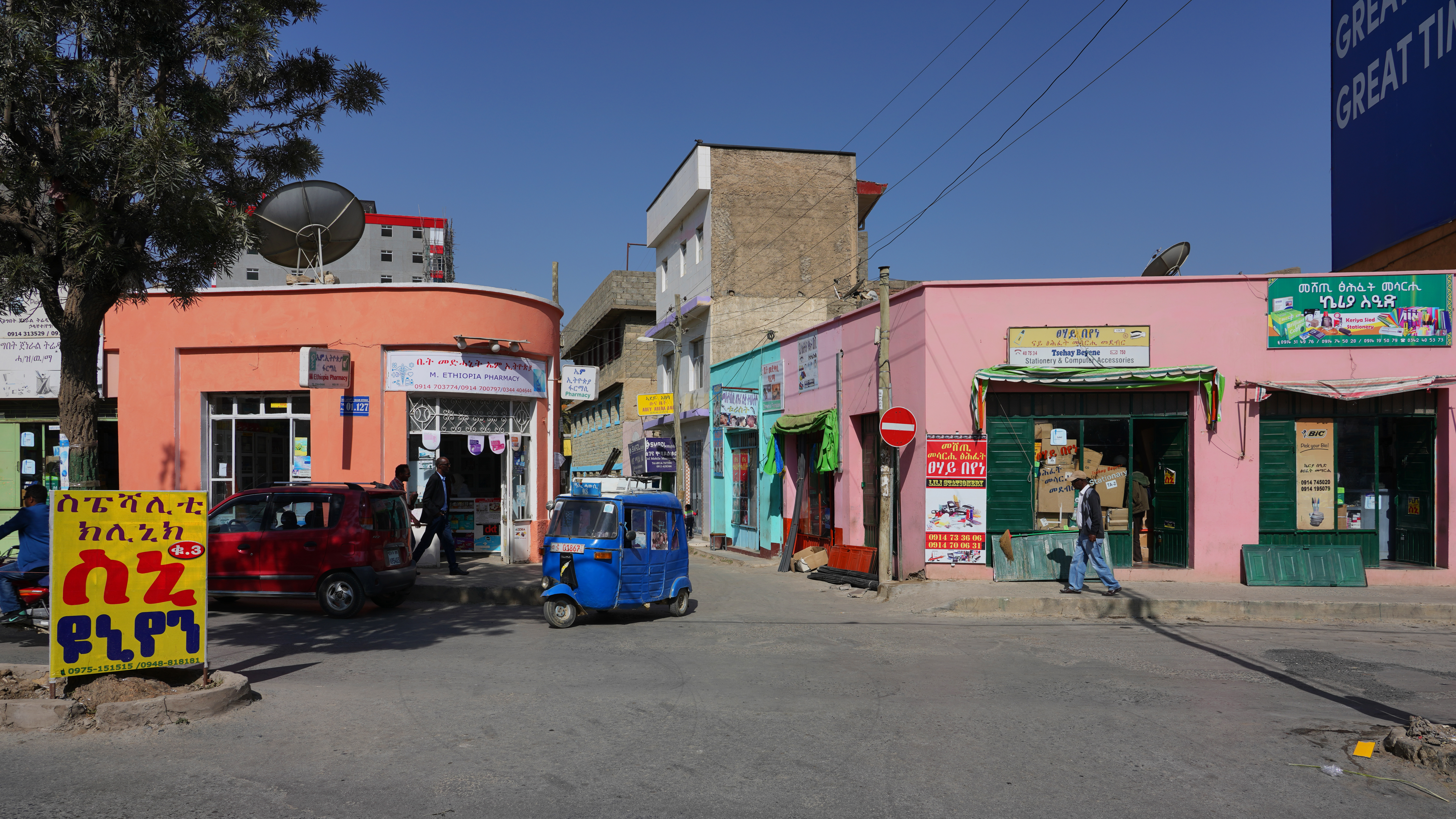
Gata i Mekele.

Mekele (eller Mek'ele) är en stad i norra Etiopien, och är den administrativa huvudorten för Tigrayregionen. Staden är belägen 2 084 m ö.h., och folkmängden beräknades till 261 177 invånare 2011 på en yta av 644,76 km².

## Administrativ indelning
Mekele administrerar en så kallad speciell zon inom regionen, och är indelad i två distrikt (wereda):
- Debub
- Semen